# Paul Emanuel Müller
Paul Emanuel Müller-Hess (* 23. Januar 1927 in Olten; † 15. Oktober 2018) war ein Schweizer Philologe, Schriftsteller und Redaktor.
Müller besuchte die Kantonsschule Solothurn und studierte Literatur, Geschichte und Pädagogik in Basel, Neuenburg, Genf und Zürich. Er promovierte 1953 in Zürich über Novalis’ Märchenwelt. Müller war von 1964 bis 1972 Redaktor der Schweizerischen Lehrerzeitung und bis 1992 Lehrer an der Kantonsschule Chur.  1955 heiratete er die Schriftstellerin Katharina Hess, mit der er eine Reihe von Wanderführern veröffentlichte.

## Auszeichnungen
Für sein literarisches Werk wurden ihm unter anderem folgende Preise verliehen:
- 1980: Prix du Domaine de l’Ameillaud-Cairanne
- 1983: Literaturpreis der Arbeitsgemeinschaft für Werbung, Markt- und Meinungsforschung
- 1983: Preis des Comité National Suisse des Guides Touristiques
- 1984: Anerkennungspreis des Kantons Graubünden